# 田中判決解散
田中判決解散（たなかはんけつかいさん）とは、1983年11月28日の衆議院解散の俗称。

## 概要
1983年1月13日にロッキード事件の第一審公判を受けている元内閣総理大臣の田中角栄について同年6月に結審し10月前後にも第一審判決が言い渡される見込みが報じられた。衆議院解散は10月の田中判決の前（特に夏の衆参同日選挙）とするか、田中判決の後とするかで自民党内で意見が分かれた。田中派は「ロッキード事件の判決前に衆院選をしたほうが得」「臨調最終答申を受けて行政改革を争点にできる」として、田中判決の前に衆参同日選挙とすることを主張した。一方で反対派は「田中派主導の印象が強すぎる」「1980年の同日選挙は大平首相の急死直後であったので自民党票は増加したが、その結果の現有議席を確保するのは難しい」として衆参同日選挙に反対した。中曽根康弘首相も外交日程を重視したことで反対派に与し、4月27日にアジア各国歴訪を前に今国会で衆議院解散を行わないことを表明し、衆議院解散・衆参同日選挙の機運が沈静化した。なお、第13回参議院議員通常選挙の投票日翌日の6月27日に田中元首相への判決が10月12日になることが正式に決定された。
1983年10月12日に東京地方裁判所で行われたロッキード事件の第一審判決公判で田中に対し懲役4年・追徴金5億円の実刑判決が言い渡された。無罪を主張していた田中は不退転の決意を示し、衆議院議員辞職を拒否、即日控訴を表明する。判決後、田中は私邸から秘書を通じて「所感」を発表。「わが国の民主主義を守り、再び政治の暗黒を招かないためにも一歩もひくことなく前進を続ける」と述べた。これに対し福田赳夫は「気が違ったんじゃないか」と言い、三木武夫は「政治の暗黒とは自分のことじゃないか」と言った。
元首相の実刑判決に国会は紛糾。野党は田中への議員辞職勧告決議案の上程、採決を強硬に主張し、国会審議は空転する。一方、前回総選挙から既に3年を大きく過ぎており、衆議院の解散は時間の問題という政治日程から、総選挙の時期が与野党を巻き込んだ焦点となっていった。田中が中曽根首相に解散を唆した上に、福田一衆議院議長と木村睦男参議院議長が連名で、政府提出の重要法案の審議を促進させることを野党に同意させた上で、衆議院解散をする斡旋案を提示。与野党がそれを受け入れたため、重要法案成立後に中曽根内閣が衆議院解散を決定した。
同年11月28日、衆議院解散。12月18日に行われた第37回衆議院議員総選挙では、田中は新潟3区で自身最高の22万761票を獲得して1位当選を果たすが、自民党は田中判決の逆風にあい、過半数割れとなった。自民党は政権を維持するために新自由クラブと連立政権（第2次中曽根内閣）を組むこととなり、1955年から28年続いた自民党単独政権は一旦終了した。